# Comuna Hrîhorivka, Hrebinka
Hrîhorivka (în ucraineană Григорівка) este o comună în raionul Hrebinka, regiunea Poltava, Ucraina, formată din satele Hrîhorivka (reședința) și Pîsarșciîna.

## Demografie
Componența lingvistică a comunei Hrîhorivka
     Ucraineană (97,85%)
     Rusă (1,17%)
     Alte limbi (0,78%)
Conform recensământului din 2001, majoritatea populației comunei Hrîhorivka era vorbitoare de ucraineană (97,85%), existând în minoritate și vorbitori de rusă (1,17%).